# 加拿大胶
加拿大胶（英語：Canada balsam）也叫冷杉胶（英語：balsam of fir），是胶冷杉的油树脂，常用于黏合光学元件或切片标本。虽然也叫加拿大树胶、加拿大香胶，但加拿大胶既非树胶又非香胶。